# Antonio Maria del Fiore
Antonio Maria del Fiore (XV secolo – XVI secolo) è stato un matematico italiano.

## Biografia
Allievo di Scipione del Ferro, apprese da lui la formula per la risoluzione della particolare equazione cubica {\displaystyle x^{3}+px=q} e cominciò a vantarsi di essere l'unico risolutore di queste equazioni.
Niccolò Tartaglia pochi anni dopo scoprì in maniera indipendente da Dal Ferro il metodo risolutivo di tali equazioni e fu sfidato ad un "cartello di disfida matematica" dallo stesso Dal Fiore. Tartaglia surclassò Dal Fiore, risolvendo in poco tempo i problemi che il matematico gli pose, mentre Del Fiore non fu in grado di risolvere un solo problema tra quelli assegnatigli da Tartaglia.
Del Fiore si prese successivamente una "rivincita" rivelando a Gerolamo Cardano che la formula di risoluzione di equazioni cubiche era stata scoperta da Scipione del Ferro e non da Tartaglia, sciogliendo il matematico pavese dalla promessa fatta a costui di non rivelare la formula.
Con l'aiuto di Del Fiore e di Lodovico Ferrari Cardano ampliò e generalizzò la formula, provocando così l'indignata reazione di Tartaglia.
Ferrari sfidò Tartaglia ad un cartello di disfida a Milano: favorito dai giudici e dalla balbuzie di Tartaglia (la prova era orale) Ferrari vinse la sfida e i diritti della formula.
Tartaglia si ritirò e morì nel 1557, ma lo stesso Del Fiore, nonostante il contributo portato a Cardano, fu dimenticato per molto tempo.